# 1999年臺灣
|        | 臺灣歷史 \| 台灣歷史年表 |
| 世纪： | 19世纪臺灣 \| 20世纪臺灣 \| 21世纪臺灣 |
| 年代： | 1960年代臺灣 \| 1970年代臺灣 \| 1980年代臺灣 \| 1990年代臺灣 \| 2000年代臺灣 \| 2010年代臺灣 \| 2020年代臺灣                                           |
| 年份： | 1994年臺灣 \| 1995年臺灣 \| 1996年臺灣 \| 1997年臺灣 \| 1998年臺灣 \| 1999年臺灣 \| 2000年臺灣 \| 2001年臺灣 \| 2002年臺灣 \| 2003年臺灣 \| 2004年臺灣 |
| 纪年： | 己卯年（兔年）、中華民國88年 |

## 政府

### 國家正副元首

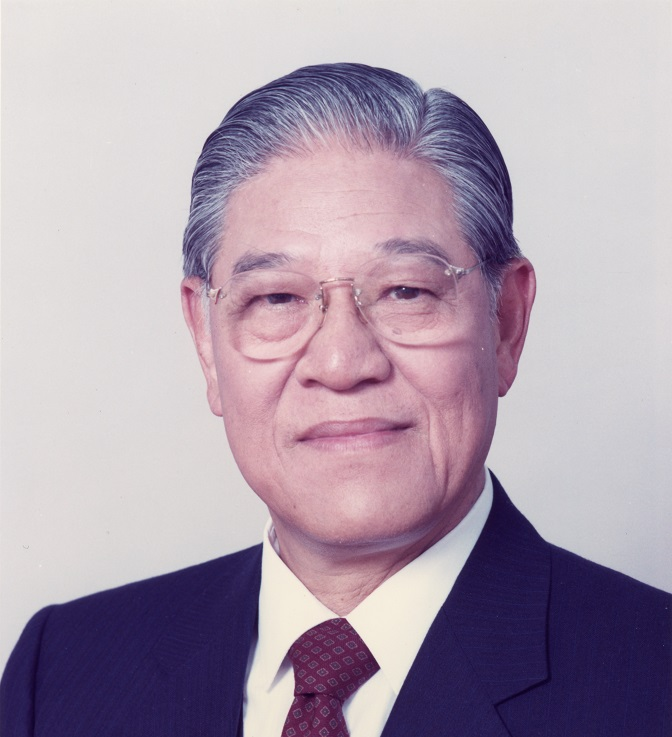
總統：李登輝
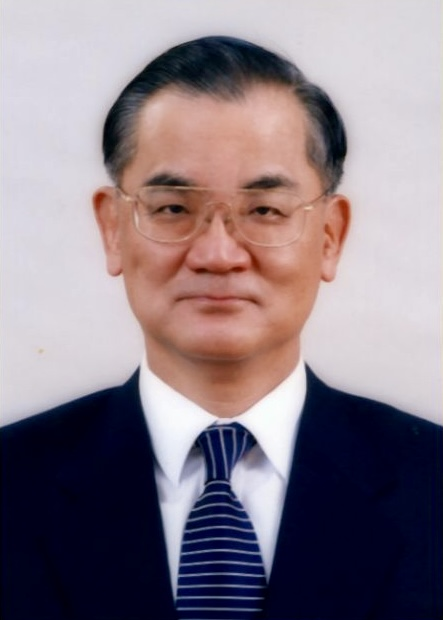
副總統：連戰

### 五院首長

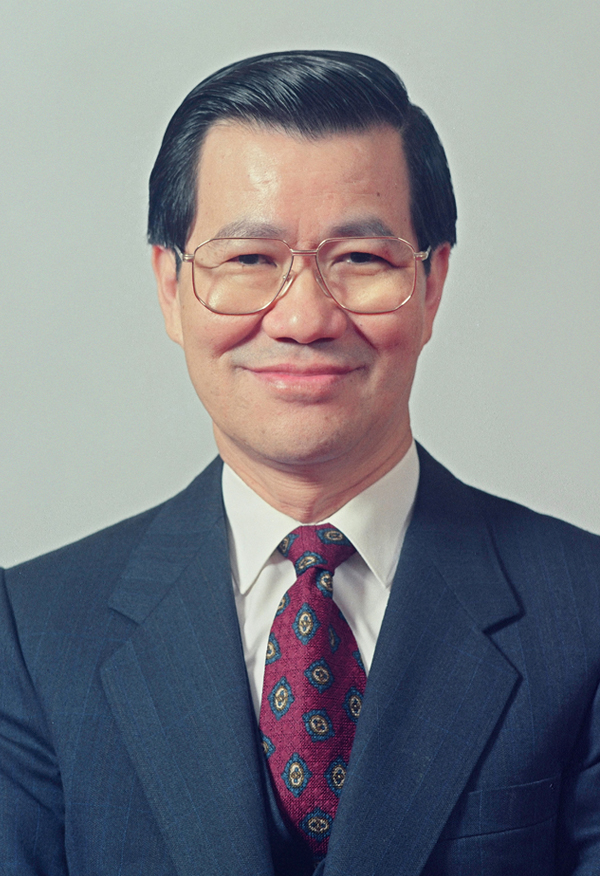
行政院院長：蕭萬長
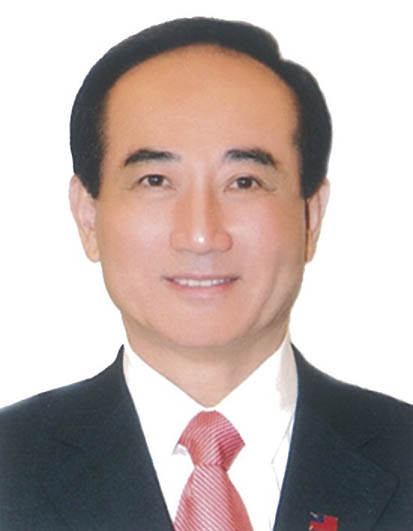
立法院院長：王金平
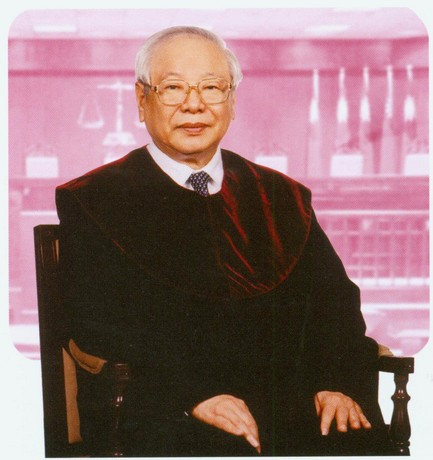
司法院院長：翁岳生
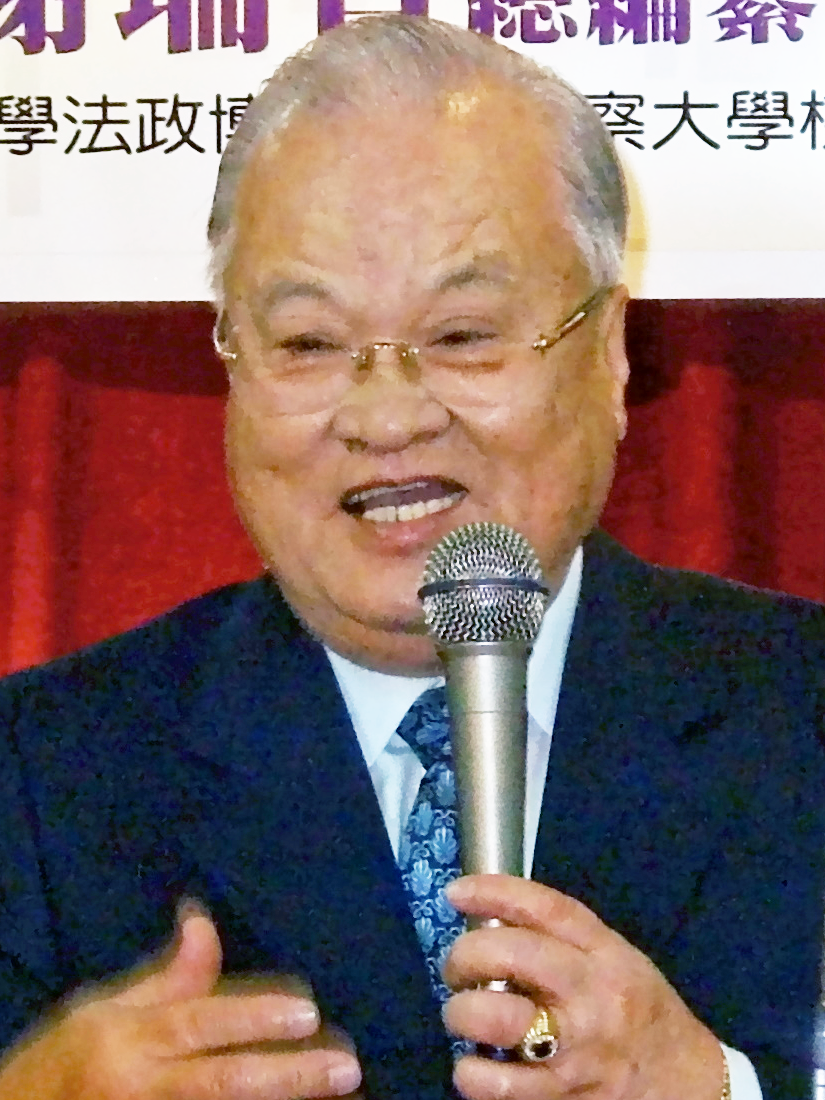
考試院院長：許水德
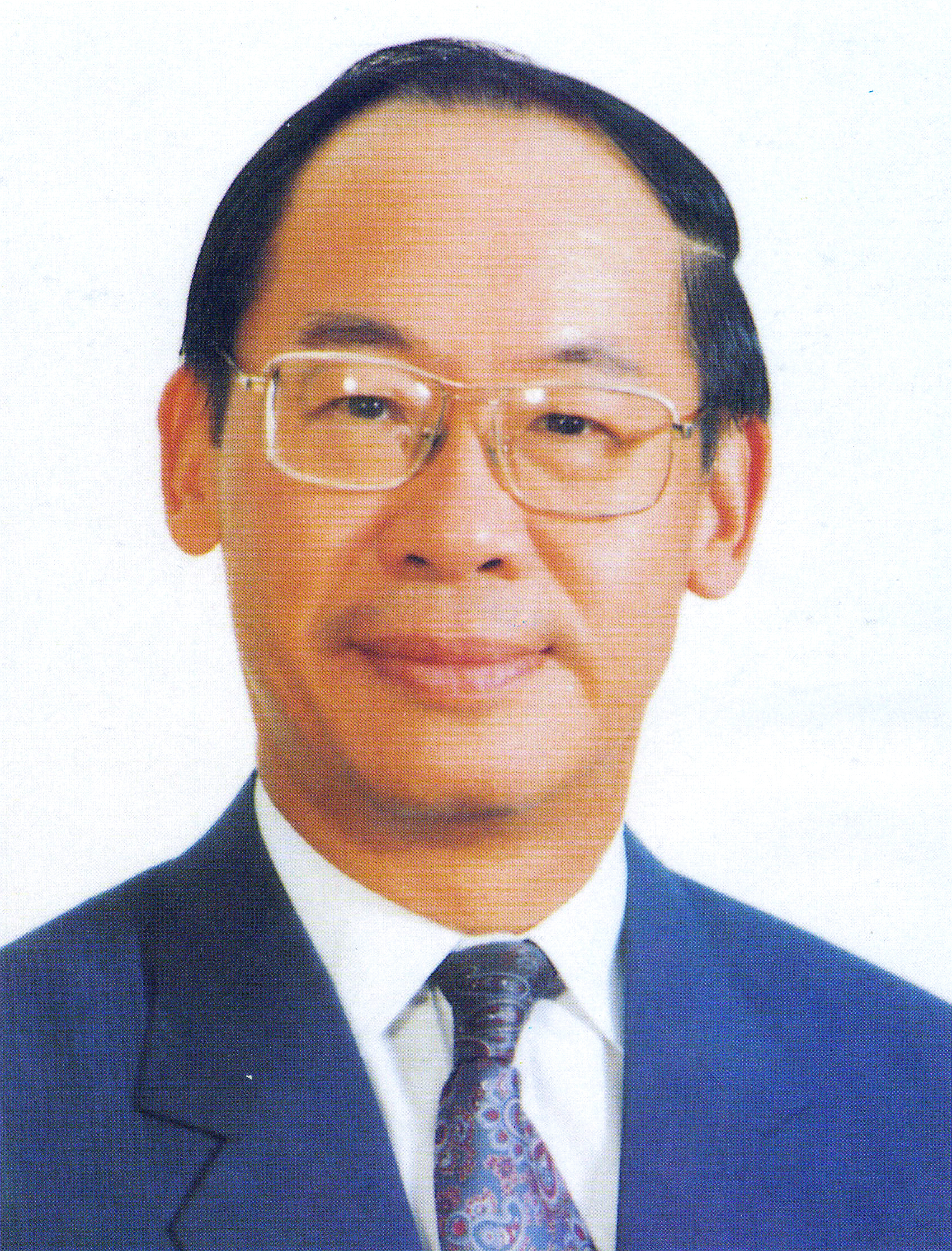
監察院院長：錢復

### 省政府主席

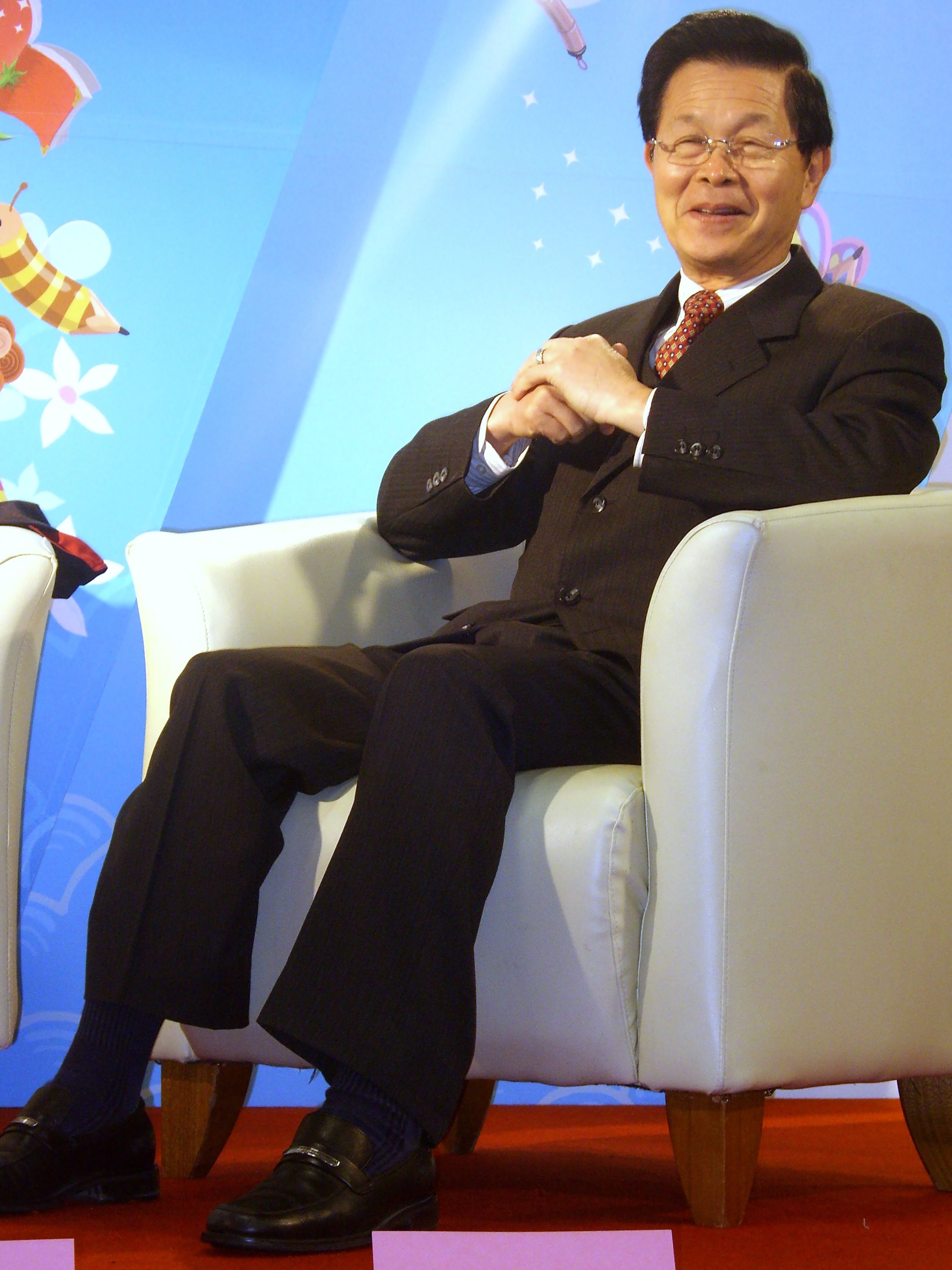
臺灣省政府主席：趙守博
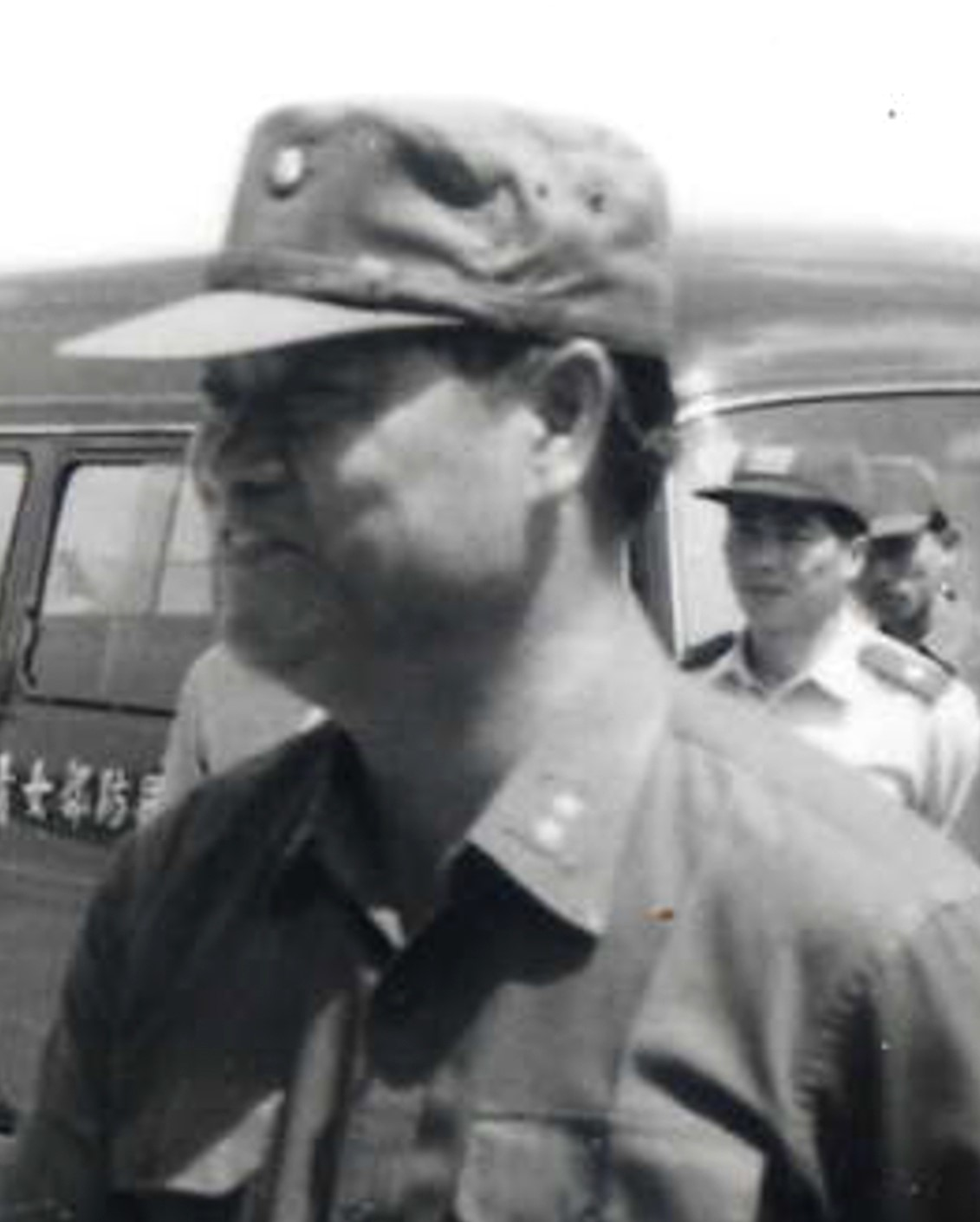
福建省政府主席：顏忠誠

### 成員變動

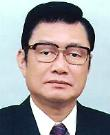
立法院院長：劉松藩（任期屆滿）
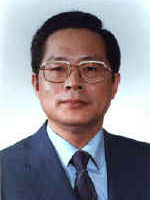
司法院院長：施啟揚（任期屆滿）
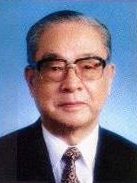
監察院院長：王作榮（任期屆滿）

## 大事记
- 1月25日：地方制度法公布。
- 3月30日：省縣自治法廢止。
- 7月9日：中華民國總統李登輝於接受德國之聲專訪時表示兩岸是「特殊的國與國關係」。
- 7月26日：國家文官培訓所成立。
- 7月29日：晚上11點38分，臺南以北地區發生大規模停電，影響全臺灣大部分民生、工業、交通等運作。
- 9月20日：日本動畫哆啦A夢於華視主頻道正式開播。
- 9月21日：凌晨一點四十七分，震央集集發生規模高達7.3地震，當時媒體報導稱為集集大地震（後來稱為「921大地震」），造成在台中、南投地區損失慘重，全台死亡人數超過兩千人。
- 9月21日：台中城市廣播開播。
- 10月16日：新版《辞海》問世。
- 10月22日：嘉義地區再次發生地震，徹底重創阿里山林鐵眠月線。
- 1999年11月11日：「古亭－新店」段隨新店線全線完工而正式通車啟用，取消營運區間「淡水－南勢角」，新增營運區間「淡水－新店」及「北投－南勢角」。
- 11月20日：中華民國行政院內政部兒童局成立[1]:序1。
- 12月12日：味全龍球迷在中正紀念堂發起「棒球迷大遊行」，呼籲甫接手味全董事長的魏應行不要解散球隊，但失敗。[2]
- 12月24日：北捷南港線「龍山寺－市政府」通車，成為第一條在台北東西向的捷運路線。
- 12月29日：溫蒂漢堡撤出台灣。

## 出生
参见： 1999年出生
- 1月1日——蔡承翰：演員。
- 1月8日——朱駿嵐：電競選手。
- 1月11日——曾慈恩：棒球選手。
- 1月13日——吳世豪：棒球選手。
- 1月18日——萬昭清：棒球選手。
- 1月24日——王志庭：棒球選手。
- 1月28日——
  - 陳柏豪：棒球選手。
  - 陳政軒：籃球運動員。
- 2月2日——白曜誠：籃球運動員。
- 2月3日——葉保弟：棒球選手。
- 2月10日——朱麥可：少棒球員。
- 2月18日——畢曉海：演員。
- 2月27日——邱軍：歌手。
- 3月3日——葉守博：田徑運動員。
- 3月11日——曾偉恩：棒球選手。
- 2月13日——林志綱：棒球選手。
- 3月16日——曹薰襄：籃球運動員。
- 3月18日——林鋅杰：棒球選手。
- 2月19日——黃韋盛：棒球選手。
- 3月21日——劉駿霆：籃球運動員。
- 4月2日——許育修：網球選手。
- 4月4日——朱軒洋：台灣男演員。
- 4月7日——劉致榮：旅美棒球選手。
- 4月15日——蘇志誠：籃球運動員。
- 4月21日——
  - 謝儀諪：啦啦隊員、通告藝人，是電豹女成員之一。
  - 葉鈺琳：籃球運動員。
- 4月22日——林穎欣：射擊運動員。
- 4月25日——鄧宇成：射箭選手。
- 4月28日——陳彥廷：演員。
- 4月29日——俞俐均：圍棋棋士。
- 5月8日——郭俊佑：青棒球員。
- 5月15日——邱品蒨：羽球選手。
- 5月28日——傅如喬：歌手。
- 6月1日——岳少華：棒球選手。
- 6月2日——吳朵芸：歌手。
- 6月4日——
  - 辛元旭：棒球選手。
  - 李佳豪：羽球選手。
- 6月5日——王星皓：游泳運動員。
- 6月14日——周子瑜：韓國女子團體TWICE成員
- 6月16日——尤楚翔：籃球運動員。
- 6月21日——陳佑：演員、排球運動員。
- 6月23日——
  - 李杰明：歌手。
  - 張豐豪：演員。
- 6月27日——項婕如：演員、登山家。
- 7月8日——許翼川：演員。
- 7月15日——吳芳嫺：網球選手。
- 7月16日——謝尚泓：歌手。
- 7月27日——徐彭臒：歌手，是FEniX成員之一。
- 8月1日——傅珮慈：演員，是傅顯濬之姊。
- 8月2日——林蝶：籃球運動員。
- 8月5日——曾豪：籃球運動員。
- 8月7日——
  - 王偉丞：籃球運動員。
  - 林秉豪：籃球運動員。
- 8月8日——林葦妮：演員、主持人。
- 8月9日——徐基麟：棒球選手。
- 8月20日——洪暐哲：歌手，是新風暴成員之一。
- 8月30日——王渝萱：演員。
- 8月31日——呂學翰：聲林之王參賽者。
- 9月6日——派偉俊：歌手。
- 9月8日——
  - 邱以太：演員，是林葉亭之子。
  - 林哲霆：籃球運動員。
- 9月10日——
  - 謝葆錡：棒球選手。
  - 黃泓諭：籃球運動員。
- 9月13日——林芝昀：羽球選手。
- 9月22日——盧震：羽球選手。
- 9月24日——
  - 劉成謙：社會運動人士。
  - 陳暐皓：棒球選手。
- 9月25日——唐維傑：籃球運動員。
- 9月27日——
  - 吳沛嘉：籃球運動員。
  - 蘇嘉嫻：籃球運動員。
- 9月30日——張彥葶：羽球選手。
- 10月1日——
  - 朱益生：棒球選手。
  - 江國謙：棒球選手。
- 10月2日——林俊易：羽球選手。
- 10月3日——李威廷：籃球運動員。
- 10月4日——巢哥：YouTube網紅。
- 10月7日——陳孟欣：籃球運動員。
- 10月9日——
  - 莊凌芸：歌手、演員。
  - 蔡亞軒：籃球運動員。
- 10月10日——楊承翰：籃球運動員。
- 10月11日——王品澔：演員、模特兒。
- 10月13日——張鎮衙：籃球運動員。
- 10月14日——董永全：籃球運動員。
- 10月22日——曾郁棋：羽球選手。
- 10月23日——江尚謙：籃球運動員。
- 10月24日——吳明臻：籃球運動員。
- 10月27日——陳克羿：棒球選手。
- 10月31日——林庭謙：籃球運動員。
- 11月1日——葉宏蔚：羽球選手。
- 11月2日——蘇培凱：籃球運動員。
- 11月3日——
  - 曾薀帆：歌手，是G.O.F成員之一。
  - 林仁語：花式滑冰選手。
- 11月6日——陳孝榕：籃球運動員。
- 11月21日——蕭憶銘：棒球選手。
- 11月25日——
  - 張怡庭：演員、啦啦隊員，是L.C.G.勵齊女孩成員之一。
  - 林姵彣：游泳運動員。
- 12月1日——方莞靈：舉重運動員。
- 12月4日——劉旻諺：籃球運動員。
- 12月8日——邱子軒：籃球運動員。
- 12月9日——蕭佑然：競技體操運動員。
- 12月12日——鄭豐毅：演員。
- 12月13日——盛彥儒：歌手。
- 12月14日——田曉雯：桌球運動員。
- 12月17日——韓杰諭：籃球運動員。
- 12月20日——鍾明軒：YouTube網紅。
- 12月23日——高承恩：籃球運動員。
- 12月24日——邱品涵：歌手，是AKB48 Team TP成員之一。
- 12月29日——
  - 李子強：棒球選手。
  - 陳又瑋：籃球運動員。

## 逝世
- 2月18日——黃得時，文學家、中國文學研究者。曾任臺灣大學教授。（1909年出生）
- 3月20日——辛文炳，企業家、政治人物。曾任臺南市市長、立法委員，南台工專創辦人。（1912年出生）
- 6月7日——吳尊賢，企業家。臺南紡織創辦人之一。（1916年出生）
- 9月26日——龍瑛宗，作家。著有〈植有木瓜樹的小鎮〉。（1911年出生）
- 10月6日——陳進興，知名罪犯。犯下白曉燕命案、方保芳外科診所命案、南非武官挾持事件。槍決伏法。（1958年出生）